# Meryta pachycarpa
Meryta pachycarpa là một loài thực vật có hoa trong Họ Cuồng cuồng. Loài này được Baill. mô tả khoa học đầu tiên năm 1878.